# 얼굴 (드라마)
《얼굴》은 1985년 11월 17일에 MBC TV에서 방영되었던 베스트셀러극장이다.

## 줄거리
단역배우 민섭(김광배)은 주연배우가 꿈이다. 성공하겠다는 일념으로 시골에서 서울에 올라온 민섭은 자취를 하면서 때를 기다리고 있다.
한편 여공 진숙(나종미)은 민섭에게 정성을 쏟으며 그림자처럼 주위를 맴돈다. 그러나 민섭은 진숙과의 애정관계에는 무관심하고 우연히 만난 부자집 아가씨(김혜영)에게 구혼했지만 거절당한다. 결국 민섭은 돈있는 여자를 만나야겠다는 기이한 생각을 하게 되는데...

## 출연
- 김광배
- 남능미
- 김혜영
- 나종미
- 정한헌
- 박원숙
- 국정환
- 이수나
- 박영지
- 김길호
- 김지영
- 심양홍
- 강미
- 김사천
- 김수일
- 한규희
- 사상기
- 박경순
- 박찬환
- 윤철형
- 오현섭